# Sinja Gorica
Sinja Gorica – wieś w Słowenii, w gminie Vrhnika. W 2018 roku liczyła 558 mieszkańców.